# Rudolf Hoffhalter

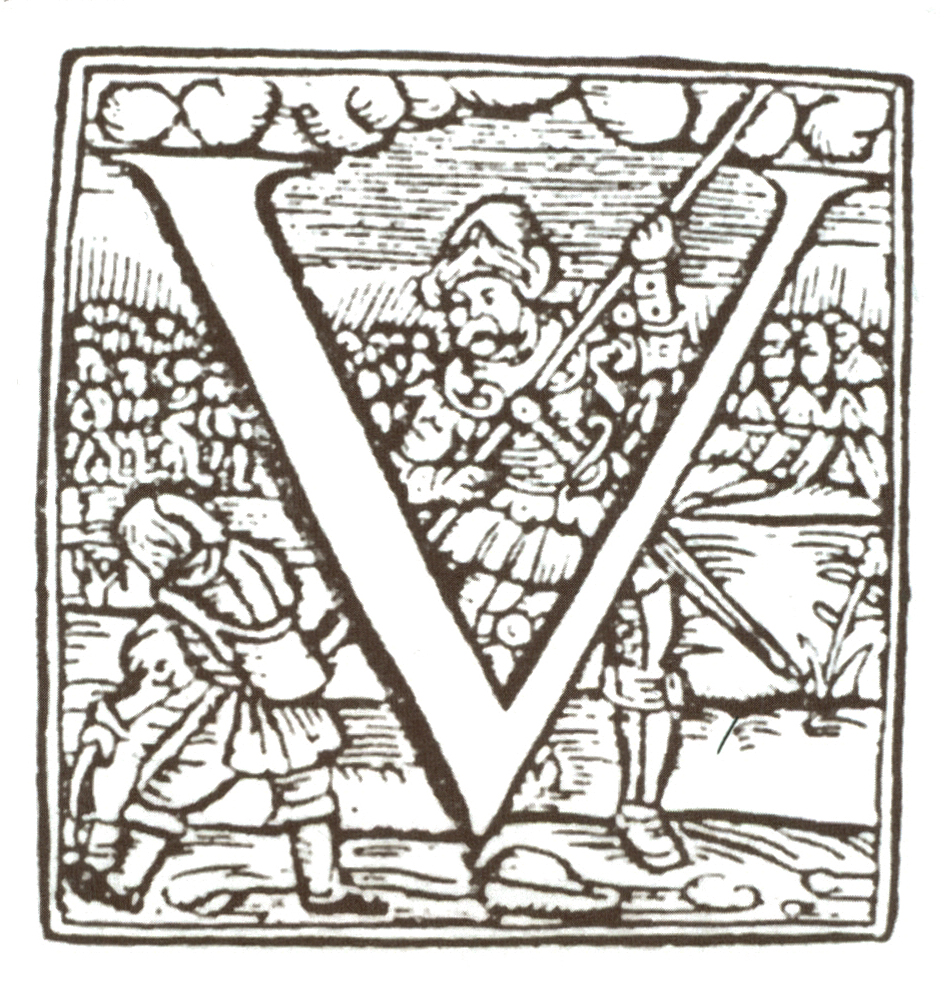
Iniciálé, Rudolf Hoffhalter munkája

Rudolf Hoffhalter (korabeli magyar forrásokban Hoffhalter Rudolf) (Zürich (Svájc), 1550 körül – 1585 vagy 1586) nyomdász, betűmetsző, Raphael Hoffhalternek, János Zsigmond udvari nyomdászának fia.

## Életpályája

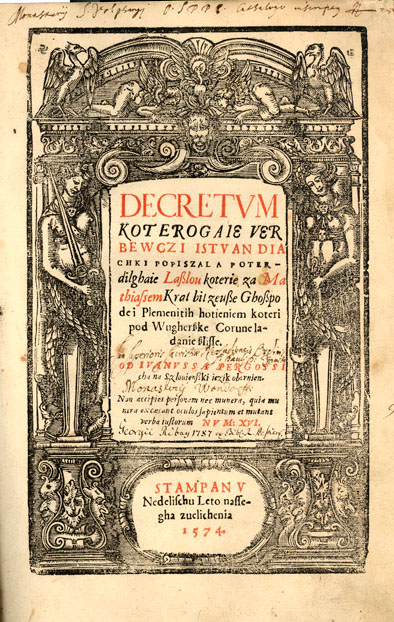
Werbőczy István Tripartitumának horvát nyelvű kiadása. Nyomtatta Hoffhalter Rudolf nyomdász Nedelicen 1574-ben

Rudolf Hoffhalter 1550 körül született. Apja Hoffhalter Raphael, eredeti nevén Rafael Skrzetuski Lengyelországból származó nemesember volt, aki Zürichben egy svájci polgár leányát vette feleségül. Nyomdász mesterségét külföldön sajátította el, később Németalföldön és Zürichben több műhelyben is alkalmazták. Német álnév alatt ment Bécsbe, onnan Debrecenbe, Nagyváradra, majd pedig 1566-ban pedig Gyulafehérvárra. Bécsből protestáns meggyőződése miatt kellett távoznia, Debrecenből pedig azért, mert a református hit helyett közeledett az antitrinitáriusokhoz (unitáriusok). Raphael fia Rudolf 1567–1570 között esetleg Nagyváradon dolgozott, de nem került kapcsolatba az unitárius vallással, hanem főleg a Luther- és Kálvin-féle reformáció szolgálatában folytatta tevékenységét. Rudolf apjának Raphaelnek 1568-ban bekövetkezett halála után a gyulafehérvári nyomda szünetelt és 1571 után Rudolfnak is távoznia kellett a városból, kálvinista hite miatt. 
Rudolf, miután átvette apja nyomdáját, 1573-ban Alsó-Lendvára költözött, ahol mind anyagi, mind erkölcsi támogatást kapott Bánffy Miklóstól, a protestáns főúrtól. 
1574-től Drávavásárhelyen (Nedelic) működött. Nedelic Zrínyi Györgynek, a hatalmas főúrnak birtoka volt, akinek állandó lakhelye az innen néhány kilométernyire eső Csáktornya. Rudolf Hoffhalter itt Nedelicen nyomtatta ki Werbőczy István Tripartitumának horvát nyelvű fordítását, melynek ajánlása 1574. augusztus 13-án kelt.  
Báthori 1571-es protestánsellenes rendeletének hatására azonban innen is tovább kellett költöznie. 1574-től Debrecenben működött. Félegyházi Tamásnak «Az kersztieni igaz hitnek reszeiről valo tanitas» című nagyobb műve az ő neve alatt jelent meg 1579-ben Debrecenben. Az ő nevéhez fűződik az első magyar nyelvű számlakönyv kinyomtatása is.
Rudolf Hoffhalter Alsólendván és Nedelicen kiadott műveit számos fametszettel díszítette, amelyek mind apja, Rafael Hoffhalter hagyatékából származtak. Ő ezeket részben már Bécsben is alkalmazta, részben pedig magyarországi tartózkodása idején, elsősorban Debrecenben és Gyulafehérváron maga metszette, így Werbőczy joggyűjteményének horvát nyelvű kiadását is azokkal a fametszetekkel díszítette, amelyeket apja használt e mű magyar nyelvű kiadásban (Debrecen 1565). 
Az alsólendvai és nedelici műhely betűkészlete is Rafael Hoffhalter nyomdájából való. Az 1574. év nyarán kiadott horvát nyelvű Werbőczy-kiadás Hoffhalter utolsó ma ismert, ezen a tájon nyomtatott műve. 
A Werbőczy-kiadás után mind a nyomdásznak, mind pedig felszerelésének egy időre nyoma veszett, majd 1577-ben ismét Debrecenben tűnt fel, ahol azután – eltekintve rövid nagyváradi tartózkodásától (1584–1585) – haláláig, 1586-ig dolgozott az ottani műhelyben.